# Дамме, Арнольд
Арнольд К. В. Дамме (нидерл. Arnold K.W. Damme; 16 марта 1895 — 26 июня 1967) — нидерландский шашист, трёхкратный чемпион Нидерландов по международным шашкам (в 1921, 1927 и 1929 годах).

## Биография
Арнольд Дамме родился в 1985 году. В 1912 году под влиянием проходившего в Роттердаме чемпионата мира вступил в шашечный клуб «Констант» и начал участвовать в проводившихся им соревнованиях. В 1919 году Дамме завоевал звание мастера. В этом же году Дамме в первый раз принял участие в национальном первенстве Голландии, где Дамме занял второе место позади Джека де Гааза, но впереди Гогланда, Шпрингера и Прейса. С этого времени и до конца 30-х годов Дамме прочно занимает место среди лучших мастеров страны. В 1921 году Дамме выигрывает первенство Амстердамского клуба V.A.D., оставив позади себя де Гааза и Германа де Йонга, но уступает де Гаазу в матче −2+3=5. В этом же году Дамме в первый раз выигрывает чемпионат Нидерландов. Между Дамме и де Гаазом был начат новый матч, прервавшийся после четвёртой партии из-за необходимости срочного отъезда де Гааза. На момент прекращения матча Дамме вёл со счётом +2=2. В ближайшие годы Дамме с переменным успехом ведёт борьбу за первенство среди голландских местеров. В 1922 году Дамме побеждает в матчах Йохана Воса (+7-6=7) и И. Дж. Йонга (=1=9). В чемпионате Нидерландов 1922 года Дамме занимает второе место позади Воса, но впереди Германа де Йонга. В начале 1923 года Дамме занял третье место в рождественском турнире в Амстердаме, собравшем лучших мастеров страны («Гран-При Нидерландов»), позади Шпрингера и Воса, но впереди Германа де Йонга. В этом же году Дамме снова в матче побеждает Воса (+3-1=5), но уступает в матче де Гаазу (-4+1=5). В 1924 году Дамме разделил с Келлером 2-3 места в чемпионате Амстердама, но проиграл матч Восу с «сухим» счётом −4+0=0. Поражением Дамме заканчивается в 1925 году и матч с Келлером (-1+0=5). Чемпионат Голландии 1925 года заканчивается дележом 1-2 мест между Дамме и Восом, но в матче за первое место побеждает Вос (+1=2). В чемпионате 1926 года Дамме занимает второе место позади Келлера. Наконец, в 1927 и 1929 годах Дамме два раза подряд завоёвывает титул чемпиона Нидерландов. В 1928 году Дамме должен был выступить на чемпионате мира в Амстердаме, но в последний момент отказался от участия в турнире. В дальнейшем были попытки организовать матч-турнир за звание чемпиона мира с участием Дамме, но переговоры между французской и нидерландской федерациями закончились безрезультатно. В 30-е годы Дамме ещё четыре раза раза принимал участие в чемпионатах Нидерландов (1930 г. — 3 место; 1934 г. — 4 место; 1935 г. — 4 место; 1938 г. — 5-7 места), но ещё одного шанса поучаствовать в борьбе за мировое первенство так и не получил. После Второй мировой войны Дамме активного участия в соревнованиях не принимал. Скончался он в 1967 году. В международном соревновании Дамме за свою жизнь сыграл только один раз в 1920 году, когда Нидерланды посетил экс-чемпион мира Исидор Вейс, и с его участием был проведён двухкруговой турнир из четырёх игроков. Дамме тогда занял третье место позади Вейса и Шпрингера, впереди Прейса. Оставаясь малоизвестным за рубежом, Дамме оказал серьёзное влияние на развитие шашек у себя на родине. Среди своих учителей Арнольда Дамме называл гроссмейстер Келлер.